# Olímpica Valverdeña Club de Fútbol
El Olímpica Valverdeña Club de Fütbol es un club de fútbol español de la localidad de Valverde del Camino en la provincia de Huelva, Andalucía. Fue fundado en 1927 y actualmente juega en la Primera División Andaluza. Jugó en la Tercera DIvisión durante seis temporadas, entre los años 1956 y 1962, antes de la aparición de la Segunda División "B".

## Uniforme
- Uniforme titular: Camiseta a rayas blancas y verdes, pantalón negro y medias verdes.[3]

## Trayectoria
El mejor puesto en el que ha quedado en su historia es en la posición 6.º del Grupo 12 de la Tercera División, durante la temporada 1956/57 En la temporada 1961/62, a pesar de quedar en la 8.ª posición de su grupo, el equipo renunció a seguir compitiendo en la categoría nacional.
Desde la reestructuración del esquema de ligas autonómicas, el equipo ha tenido los siguientes resultados:
- 2014/2015: 6.º Primera División Andaluza
- 2015/2016: 8.º Primera División Andaluza
- 2016/2017: 13.º División de Honor Andaluza
- 2017/2018: 7.º División de Honor Andaluza
- 2018/2019: 16.º División de Honor Andaluza
- 2019/2020: 5.º Primera División Andaluza